# Presa-puente de Coímbra
La presa-puente de Coímbra es una infraestructura situada sobre el cauce del río Mondego en la ciudad de Coímbra que sirve simultáneamente como presa y como cruce vial sobre dicho río. Fue diseñada en 1978 y entró en funcionamiento en 1981. La construcción de la presa creó una masa de agua permanente frente a la ciudad.
A principios de la década de 1990, esta estructura fue objeto de obras de ampliación para extender el viaducto de acceso por el lado norte, sobre la avenida Fernão de Magalhães, y conectarlo con Santa Clara.